# 常番町
常番町（じょうばんちょう）は、青森県八戸市の地名。

## 地理
八戸市の中央部に位置し、北に上徒士町・町組町、東に大字糠塚字下道、南に大字糠塚字平中、西に上組町が面している。地区の面積は13370平方メートル。八戸市中心市街地の区域、長者地域に属する。

## 地名の由来
南部八戸の城下町によると、町名の由来は常番組という足軽の居住地だったことによる。この常番組の警備箇所は、主に城内、藩所有の土蔵、惣門（新荒町）であり、この足軽は自分の屋敷を持てたことから屋敷持ちと称され、長屋暮らしではなかったと記されている。

## 歴史

### 沿革
- 1872年（明治5年）町村役人廃止により大区小区制による地方行政制度に改められる[8]。常番丁と称し九大区二小区の42村の一つに含まれた[9]。
- 1889年（明治22年）4月1日 - 町村制施行。三戸郡八戸町に属する[10]。
- 1929年（昭和4年） 市制施行に伴い、八戸市に属する[11]。

## 世帯数と人口
| 字         | 世帯数 | 人口 |
| 大字常番町 | 43世帯 | 78人 |
| 合計       | 43世帯 | 78人 |